# Ategua

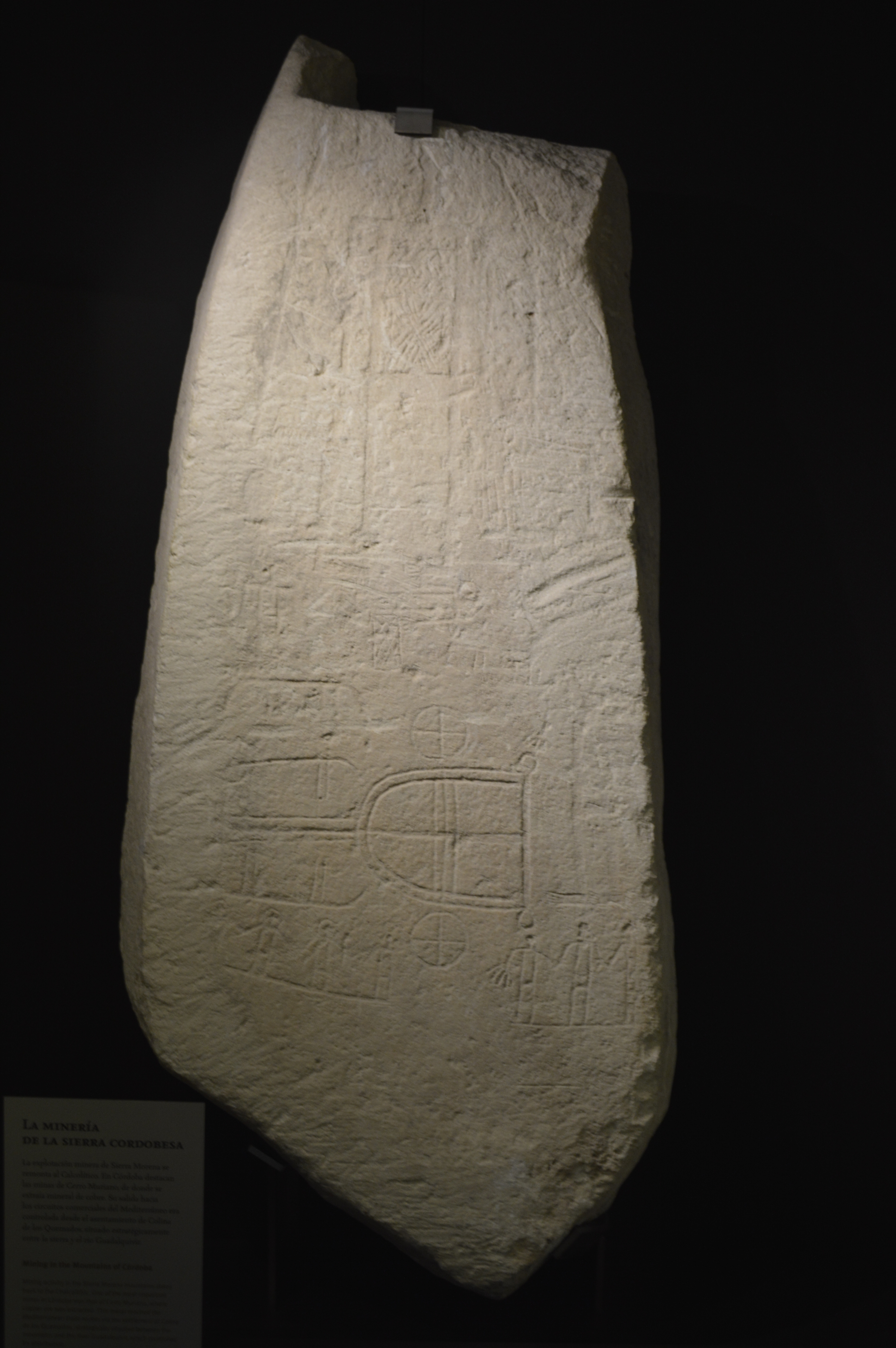
La Estela de Ategua fue encontrada en 1968 en las inmediaciones de la ciudad, datando del

Ategua es un yacimiento arqueológico ubicado a 6 kilómetros de la pedanía de Santa Cruz, junto al río Guadajoz, y a unos 32 kilómetros de Córdoba, España. Algunas excavaciones han constatado la ocupación del lugar desde el Bronce Final hasta la Edad Media, lo que lo convierte en un lugar privilegiado para la investigación arqueológica e histórica. Sin embargo, la presencia de materiales pertenecientes al segundo milenio a. C. permite plantear la posibilidad de que la ocupación de ese espacio pueda adscribirse a esa fecha, si bien tendrán que ser nuevas excavaciones las permitan corroborar con rotundidad esa hipótesis.
La ciudad adquirió fama en la Antigüedad por su papel en la guerra civil entre Julio César y los hijos de Pompeyo, Cneo y Sexto, según relata De bello Hispaniensi, y fue conquistada por los cesarianos en el año 45 a. C. Destaca en Ategua su recinto fortificado ibérico y romano, uno de los mayores de la provincia de Córdoba, y las edificaciones de época ibérica, romana y medieval.
Con una dimensión de 205 hectáreas, el yacimiento fue inscrito como Monumento Nacional en 1982 y como Bien de Interés Cultural en la categoría de zona arqueológica en 2005.

## Historia
Según el arqueólogo Martín Bueno y Cancela, las primeras ocupaciones humanas en la zona datan de época calcolítica, aunque no se ha probado de manera consistente. Sin embargo, a partir de finales de la Edad del Bronce, la presencia humana se mantiene inalterable hasta el final de la vida del yacimiento. Los primeros restos conforman una necrópolis del siglo IX a. C., pasando esta zona más tarde a conformar viviendas de entre los siglos VIII y VII a. C.; mientras que durante Edad del Hierro las dimensiones de la población creció en una gran etapa de esplendor.
La ciudad adquirió una importancia esencial durante la República romana y, más concretamente, durante la Segunda guerra civil romana, Julio César entró en Ategua el 19 de febrero de 45 a. C., rindiéndose el bando pompeyano al ejército de César. De esta época se conforma la mayor parte de la morfología actual, incluyendo varias domus abandonadas durante el siglo II, así como un edificio de carácter civil, termas romanas, probablemente de época tardorepublicana o de comienzos del Imperio romano, y enterramientos en la ladera. Asimismo, existe constancia de que un representante de la Iglesia cristiana de Ategua acudió a la celebración del Concilio de Elvira, a comienzos del siglo IV, acompañando al obispo Osio. Los únicos datos disponibles de época tardoantigua es una necrópolis, desconociendo si hubo un núcleo urbano en el momento.
Durante el siglo X, en plena época islámica, Ategua fue mencionada por el historiador Ibn Hayyan como la pequeña aldea de Ataba, perteneciente a la cora de Córdoba (Qurtuba). En el siglo XII Ibn Sahib al-Sala indicó que Ibn Hamish, tras saquear la ciudad de Córdoba, huyó en Ataba que estaba desierta. En los últimos momentos del islam en la zona, se construyó una fortaleza en su cima, que continuó siendo ocupada en siglos posteriores hasta su abandono en el siglo XV.

## Excavaciones
La primera excavación en el lugar fue llevada a cabo a principios del siglo XIX por el coronel Eugéne-Georges Stoffel, quien siguió las órdenes de Napoleón III para conocer en profundidad la contienda entre Julio César y los hijos de Pompeyo. En 1933 excavaron en la cima del cerro los arqueólogos Rafael Castejón, Samuel de los Santos y Félix Hernández, quienes depositaron los materiales encontrados en el Museo Arqueológico de Córdoba. En 1965 el profesor Blanco Ferreiro restauró algunos tramos de la muralla íbero-romana en la zona sur, la puerta noroeste y realizó secuencias estratigráficas. Unos años más tarde se descubrió una estela con decoraciones tartésicas, actualmente denominada como Estela de Ategua.
Entre 1980 y 1983 el profesor Martín Bueno y Cancela realizó grandes excavaciones en las que se descubrió la muralla medieval, una plaza, algunas estructuras anejas a la muralla, una domus del siglo II, un templo y unas termas romanas. En 1985 se expropiaron los terrenos de la finca en la que se encontraban la mayoría de los restos arqueológicos, lo que permitió que en 1998 José Clemente Martín de la Cruz pudiera continuar los trabajos. En 1999 se destruyó parte del complejo debido a unas plantaciones de olivos en la zona, se duda entre una necrópolis de incineración o la muralla tartésica. En 2001 se expropió el camino de acceso al yacimiento, realizándose una prospección superficial al año siguiente, mientras que en 2007 se consolidó y restauró la muralla medieval y algunas estructuras cercanas. Ese mismo año se localizó una gran necrópolis tardoantigua en una finca aneja.
Las últimas investigaciones, que se han realizado utilizando tecnologías de prospección geofísica y que se han llevado a cabo en el interior del recinto amurallado, han arrojado que existen en el subsuelo aproximadamente 76 calles y caminos tomando la dirección en gran parte de ellas de norte-sur y este-oeste. Así mismo, estas calles y caminos generan en torno a 58 manzanas que pueden corresponder a la ciudad de Ategua. Por lo tanto, se intuye lo inmenso que puede llegar a ser el enclave romano que subyace debajo.

## Ubicación
Su privilegiado enclave, sobre un gran cerro amesetado de reborde biocalcarenítico, le permite dominar una amplia panorámica. La zona está bien abastecida de agua y constituida por un conjunto de colinas y cimas que alternan con llanos y fértiles huertas y vegas, regadas por el río Guadajoz, el «flumen salsum» citado en «De bello Hispaniense». Tal vez el principal punto de abastecimiento de agua a la ciudad fuera la llamada «Fuente de Teba», localizada en un cañaveral existente en la vertiente noroeste del cerro. Los perfiles más abruptos de la loma de Ategua son los del norte y el este; los más accesibles, el sur y el oeste, son también los más próximos al cauce del río, que discurre a menos de un kilómetro, pero aún en estos puntos existen afloramientos biocalcareníticos que sirven de protección al yacimiento.

## Descripción
El yacimiento conserva estructuras de las diversas épocas por las que ha atravesado, tales como la muralla ibero-romana, casas, cisternas y un edificio público romano, una fortaleza tardo-islámica y un zoco bajo medieval, en un claro ejemplo de superposición de ciudades históricas. 
Los restos constructivos más antiguos que a día de hoy pueden observarse en Ategua pertenecen a la fortificación ibero romana, que defiende la totalidad de la cima de la loma y parte de las laderas. Por el lado suroeste, la muralla, edificada sobre un reborde biocalcarenítico, se ve complementada por otra línea de fortificación situada en la terraza inferior, que permanece enterrada y es la que defendía el poblado tartésico. 
La muralla íbero romana puede rastrearse, tanto por la topografía del terreno como por las afloraciones aisladas de lienzos, en casi la totalidad del cerro. Por el lado oeste la construcción discurre aproximadamente por la cota 250 m.s.n.m.; en este sector, el de pendiente más pronunciada, es visible un tramo de lienzo de gran espesor y construido con mampuestos de gran tamaño. La muralla describe por el norte una trayectoria en progresivo ascenso, hasta alcanzar su cota máxima al este -alrededor de 290 m s. n. m.-. La construcción de las murallas se realizó con piedra biocalcarenítica de la zona. Los paños de la muralla, estudiados por Blanco Freijeiro en la década de los años 60 del pasado siglo, estaban fabricados con lajas y mampuestos de biocalcarenita alineados en hileras horizontales. En las esquinas y en los cimientos se escogieron piedras de mayor tamaño, labradas como sillares. Las zonas bajas se adelantan en talud hacia el exterior de los muros que, por el contrario, son totalmente verticales al interior. Serán las nuevas investigaciones las que permitirán ratificar o completar las conclusiones del Profesor Blanco.
En algunos puntos de la ladera el afloramiento de biocalcarenita fue aprovechado como cantera, según se aprecia en las entalladuras aunque no es posible determinar la cronología de esta actividad. 
En la ladera oeste se conserva uno de los puntos de abastecimiento de agua a la ciudad, la llamada Fuente de Teba. A día de hoy son visibles varias piscinas romanas construidas en opus caementicium revestidas con opus signignum que estarían relacionadas con el manantial de agua que allí surge. En la terraza superior se han documentado otras construcciones hidráulicas: se trata de cisternas ovaladas o de planta circular revestidas en opus signinum. Es muy posible que estas cisternas romanas pudieran haber sido reutilizadas hasta el período medieval o moderno, si bien, sólo serán las nuevas excavaciones las que permitirán confirmarlo.
Al suroreste de la plataforma superior fueron excavadas en los años 80 del pasado siglo, varias casas romanas. Estas viviendas, con habitaciones pavimentadas con suelos de opus signinum, con suelos de tierra o con pavimentos de losas de piedra, contaban con espacios abiertos a modo de patios en los que, al menos en dos de ellas, se instalaron una cisterna de planta ovalada y un pozo de planta cuadrada. Dos de las viviendas se abrían a un decumano. La cronología de las casas no es clara. Es posible que fueran construidas durante el final del período republicano. Según el director de las excavaciones que las sacaron a la luz -Profesor Martín Bueno- se abandonaron en el siglo II d. C. Serán las futuras excavaciones las que permitirán matizar las cronologías de construcción, uso, reforma y abandono de las mismas. Todas las viviendas se levantaron sobre edificaciones anteriores de las que desconocemos su funcionalidad y su cronología.
Destacan también los restos de un edificio público romano republicano' situado al sur de la acrópolis. Del edificio permanecen las basas áticas y parte de los fustes lisos de cuatro de las columnas. Parte del edificio queda bajo la muralla islámica y bajo otras estructuras medievales incluso anteriores a la muralla, que han roto niveles arqueológicos más antiguos. 
De las estructuras arquitectónicas pertenecientes a la Edad Media, destaca el recinto fortificado tardoislámico construido en la terraza superior, que parece haber reutilizado el recinto íbero-romano, aunque su superficie es de dimensiones sensiblemente más reducidas. Esta fortificación o ciudadela reaprovecha los lienzos de las muralla ibero-romana en el sector este, mientras que por los frentes Norte, Oeste y Sur se construyen nuevos lienzos cuya técnica constructiva contrasta con la de épocas precedentes. 
Las excavaciones realizadas en los años ochenta del siglo XX sacaron a la luz los lienzos norte, sur y oeste de la muralla, defendida a intervalos regulares por un total de 10 torres. La técnica constructiva empleada para la construcción de los distintos lienzos es similar en todos ellos y consiste en el uso del mampuesto más o menos regular, trabado con mortero en las cimentaciones y zócalos y en el tapial de los alzados. Son dos las puertas que daban acceso a este recinto, una en el lienzo norte defendida por un baluarte en su lado oriental y un contrafuerte adelantado en el occidental. Esta puerta fue reforzada ya en época cristiana por una torre de planta octogonal. La torre dificultaba el acceso al interior del recinto al obligar que aquel fuera en recodo.  La puerta Sur es de acceso directo y está flanqueada por dos torres de planta cuadrangular. Se ha constatado la existencia de construcciones (tal vez viviendas) en el interior del recinto fortificado. En el ángulo Noroccidental de esta fortaleza se construye un baluarte adelantado a la misma. En su interior, además de varias habitaciones pavimentadas en piedra, existía un recinto abierto con un pozo de agua. Este baluarte, defendido con dos torres en sus lados Norte y Sur, permitía la vigilancia de, entre otros caminos, la red viaria que comunicaba Córdoba con Granada.
Fuera de la muralla islámica se edificó, en momentos bajo medievales, un recinto comercial. Este mercado se sitúa en el ángulo suroeste exterior, en un tramo comprendido entre dos torres. Se organizar alrededor de una plaza de forma rectangular con enlosado de lajas irregulares, a la que se abren una serie de habitáculos -seguramente tiendas- regularmente distribuidas. El eje de la plaza está perfectamente marcado, y su punto central algo rehundido para permitir la evacuación de las aguas de lluvia. Varias losas horadadas podrían indicarnos que sostenían los postes de sujeción de un entoldado.